# Marie Reine
Marie Reine est un hameau situé dans la région de la Rivière de la Paix en Alberta, Canada. Le hameau fut fondé après la Seconde Guerre mondiale, à la fin des années 1940, par l'arrivée d'immigrants québécois et Français, conduit par l'abbé Pierre Paul Pothier.
Marie Reine est un hameau francophone entouré d'autres communautés franco-albertaines.
Le hameau de Marie Reine possède une mairie et un bureau de poste.